# Betty White

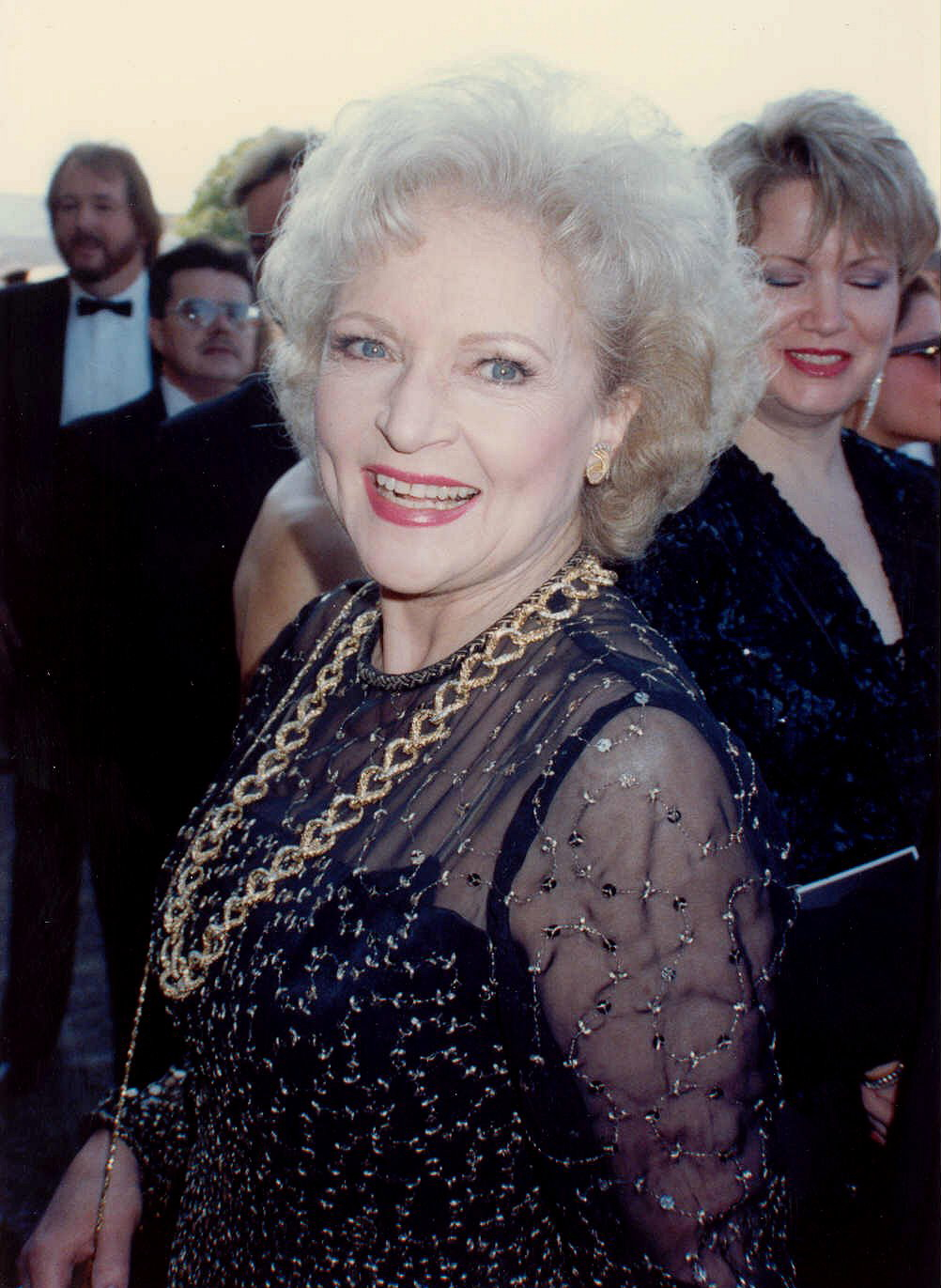
Betty White vid Emmygalan 1989.

Betty Marion White, född 17 januari 1922 i Oak Park i Illinois, död 31 december 2021 i Los Angeles, Kalifornien, var en amerikansk Emmy-vinnande skådespelare och komiker. White var verksam i TV-branschen i över sju decennier. Hon är bland annat känd för rollen som Sue Ann Nivens i sitcomserien The Mary Tyler Moore Show (1973–1977), som Rose Nylund i sitcomserien Pantertanter (1985–1992) och som Elka Ostrovsky i sitcomserien Hot in Cleveland (2010–2015). Betty White har mottagit sju Emmy Awards och i Saturday Night Live gjorde hon stor succé som gästvärd tillsammans med Jay-Z.

## Biografi
Betty White föddes i Oak Park i Illinois, men växte upp i Los Angeles i Kalifornien. Hon var åtta år när hon debuterade i radio 1930. 
White var den första kvinnan som producerade en sitcomserie, Life with Elizabeth (1953–1955), vilket bidrog till att hon utnämndes till hederstiteln Borgmästare i Hollywood 1955.
Betty White medverkade under sin karriär i TV-program som The Mary Tyler Moore Show, The Carol Burnett Show, Pantertanter, Glamour, Boston Legal och Saturday Night Live. Hon deltog också i ett antal lek- och tävlingsprogram genom åren, exempelvis Hollywood Squares.
White var den kvinna som har haft längst tv-karriär med 82 år i branschen, något som hon dessutom innehar ett Guinness World-rekord för. Hon betraktades som en pionjär gällande television, och var en av de första kvinnorna som hade kontroll både framför och bakom kameran.

### Privatliv
År 1963 gifte sig White med programledaren Allen Ludden (1917–1981), som hon mött när hon gästade hans lekprogram Password 1961. De förblev gifta fram till Luddens död 1981. De fick inga egna barn, men White blev styvmor till Luddens tre barn från hans tidigare äktenskap. 

## Filmografi i urval
- 1953–1955 – Life with Elizabeth (TV-serie)
- 1954 – The Betty White Show (TV-serie)
- 1955–1956 – What's My Line? (TV-serie)
- 1973–1977 – The Mary Tyler Moore Show (TV-serie)
- 1975 – The Carol Burnett Show (TV-serie)
- 1976–1977 – The Sonny and Cher Show (TV-serie)
- 1977–1978 – The Betty White Show (TV-serie)
- 1980 – Kärlek ombord (TV-serie)
- 1984 – Hotellet (TV-serie)
- 1985–1992 – Pantertanter (TV-serie)
- 1989–1992 – Härlige Harry (TV-serie)
- 1999 – Lake Placid
- 1999 – Berättelsen om oss
- 1999 – Ally McBeal, avsnitt Seeing Green (gästroll i TV-serie)
- 2000 – Simpsons, avsnitt Missionary: Impossible (gäströst i TV-serie)
- 2002–2003 – That '70s Show (TV-serie)
- 2004 – Advokaterna (TV-serie)
- 2004 – Malcolm - ett geni i familjen (TV-serie)
- 2005–2008 – Boston Legal (TV-serie)
- 2006 – My Name Is Earl (TV-serie)
- 2006–2009 – Glamour (TV-serie)
- 2007 – Simpsons, avsnitt Homerazzi (gäströst i TV-serie)
- 2009 – 30 Rock (TV-serie)
- 2009 – The Proposal
- 2010 – Saturday Night Live (gästvärd i TV-program)
- 2010 – You Again
- 2010–2015 – Hot in Cleveland (TV-serie)
- 2012 – Lorax (röst)
- 2019 – Toy Story 4 (röst)